# Macrocoma niedobovae
Macrocoma niedobovae é uma espécie de escaravelho de folha endémico a Socotra.  Foi descrito por Stefano Zoia em 2012.  Foi nomeado após que Jana Niedobová, quem recolheu a parte dos especíes os estudou.